# 吉安费格利阿奇塔楼

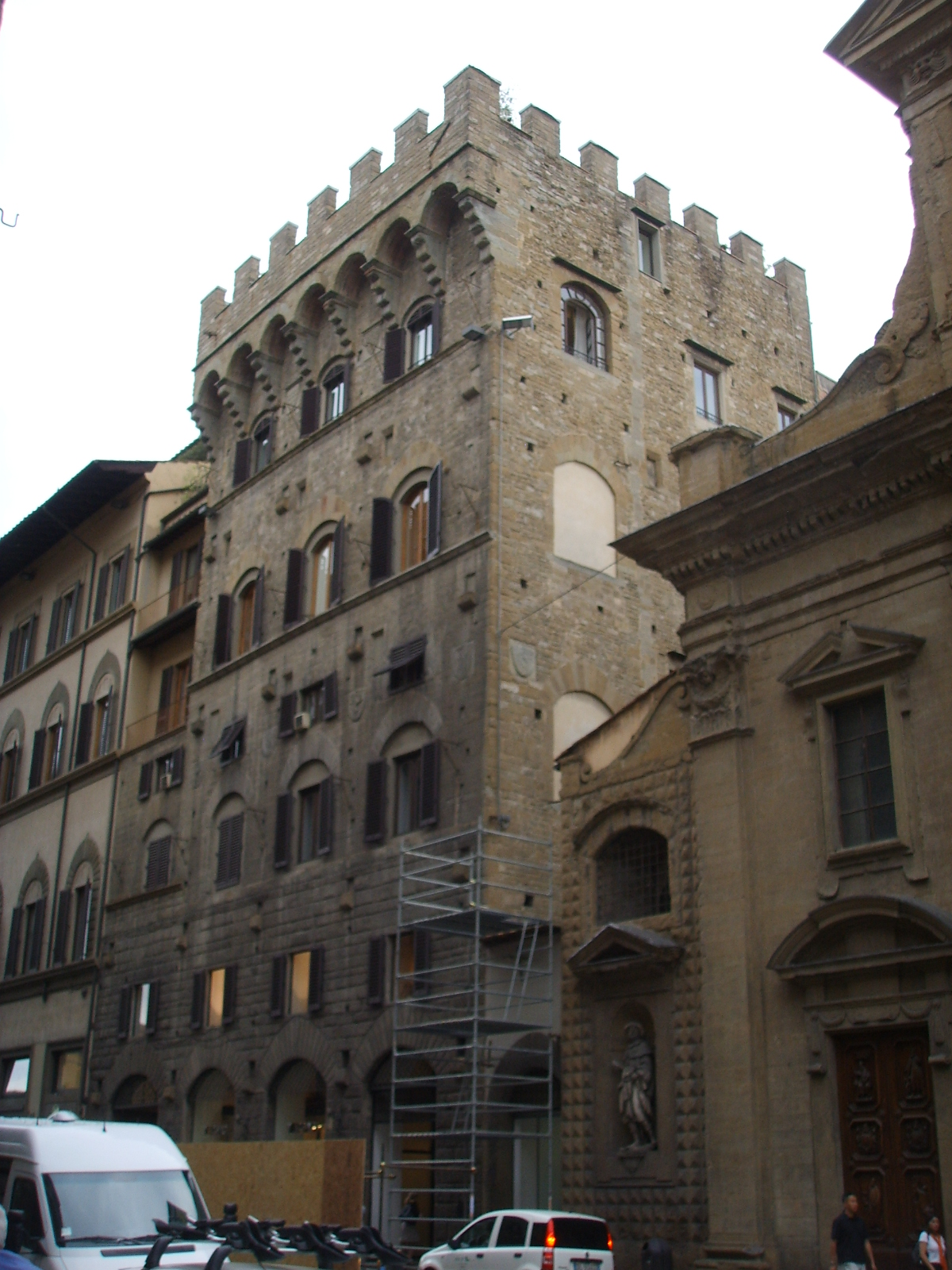
吉安费格利阿奇塔楼

吉安费格利阿奇塔楼（Torre dei Gianfigliazzi）是意大利佛罗伦萨的一座大型中世纪塔楼，罗马式建筑风格，位于托纳波尼路1号，现在此处开设酒店。

## 历史
该塔建于中世纪，属于归尔甫派的鲁格里尼家族，1260年归尔甫派被逐出佛罗伦萨，该塔遭拆除。重建后，先是由Fastelli收购，后来自14世纪末由吉安费格利阿奇家族拥有，直到该家族于1760年绝嗣。
在19世纪初，它被用作当地贵族的学院，住过如亚历山达罗·孟佐尼、路易·波拿巴和维托里奥·阿尔菲等人物。1841年进行大幅装修，受到附近的斯皮尼-费罗尼宫的启发。